# 시아카 스티븐스
시아카 프로빈 스티븐스(영어: Siaka Probyn Stevens, 1905년 8월 24일~1988년 5월 29일)는 1967년부터 1985년까지 시에라리온의 지도자였으며, 1967년부터 1971년까지 총리, 1971년부터 1985년까지 대통령을 지냈다. 스티븐스의 지도력은 왕가의 지배와 자기 방종으로 특징지어졌고, 부패와 착취로 권력을 공고히 했다.
스티븐스와 그의 전인민회의(APC) 정당은 1967년 치러진 시에라리온 총선에서 시에라리온 인민당의 앨버트 마가이 경을 누르고 승리했다. 1971년 4월, 스티븐스는 시에라리온을 공화국으로 만들었고 헌법이 시에라리온 의회에 의해 비준된 지 하루 후에 대통령이 되었다. 일반적으로 시에라리온의 초대 대통령으로 여겨지지만, 엄밀히 말하면 그는 판사 크리스토퍼 오코로 콜에 이어 공화국의 두 번째 대통령이었다. 그는 하루 후에 사임했고, 스티븐스를 위한 길을 열었다.
스티븐스는 1980년 7월 1일부터 1981년 6월 24일까지 아프리카 단결 기구(OAU)의 의장을 지냈으며 시에라리온, 라이베리아, 기니로 구성된 3개국 경제 연합인 마노강 동맹의 창설을 개척했다.
스티븐스는 1985년 11월 28일 자신의 임기가 끝나면서 공직에서 은퇴했다. 다른 모든 후계자들에게 물러날 것을 압력을 가한 후, 그는 시에라리온의 군 사령관인 조지프 사이두 모모 소장을 후임자로 선택했다. 1988년 5월 29일 프리타운에서 사망하였다.

## 어린 시절
시아카 프로빈 스티븐스는 1905년 8월 24일 영국령 시에라리온 남부주 모얌바에서 림바족 아버지와 멘데족 어머니 사이에서 태어났다. 스티븐스는 모얌바에서 태어났지만 대부분 프리타운에서 자랐다. 스티븐스는 프리타운에서 초등 교육을 마치고 프리타운에 있는 앨버트 아카데미에서 중등 학교를 졸업했다. 1923년부터 1930년까지 그는 일등 하사 겸 머스킷트리 교관으로 승진했다.
1931년부터 1946년까지, 스티븐스는 페펠 항과 마람파의 철광석을 연결하는 시에라리온 개발 회사(DELCO) 철도의 건설에 일했다. 1943년, 그는 연합 광산 노동자 연합을 공동 설립하는 것을 도왔고 1946년 노동자들의 이익을 대변하는 보호국 의회에 임명되었다. 1947년, 스티븐스는 러스킨 칼리지에 등록했고 그곳에서 노동 관계를 공부했다.

## 정치 경력

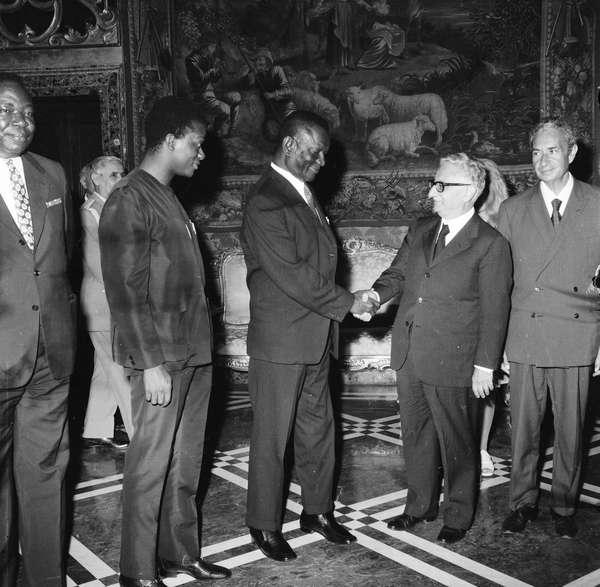
1973년의 스티븐스

1951년 시에라리온 인민당(SLPP)을 창당하여 입법회의 의원으로 선출되었다. 1년 후, 그는 시에라리온의 첫 광산, 국토, 노동부 장관이 되었다. 1957년, 그는 포트로코 선거구의 의원으로 하원의원에 선출되었으나 선거 청원의 결과로 의원직을 잃었다. APC는 1963/64년 그가 셰쿠 마고나, 카데 카메라와 함께 동독을 방문했을 때 창립되었다.
SLPP 지도부와 의견 충돌이 있은 후, 스티븐스는 당과 관계를 끊고 자신이 초대 사무총장이자 부대표였던 인민국민당을 공동 창당하였다. 1959년, 그는 런던에서 열린 독립 회담에 참여했다. 그러나 회담이 끝났을 때, 시에라리온과 영국 사이에 비밀 방위 협정이 있었다는 이유로 협정 서명을 거부한 유일한 대표였다. 또 다른 논쟁점은 시에라리온 정부가 독립 전에는 선거를 치르지 않을 것이라는 입장이었고, 이는 사실상 그를 정치 절차에서 배제시킬 것이다. 그는 회담에서 돌아오자마자 국민당으로부터 즉시 제명되었다. 스티븐스는 그 후 독립 운동 이전의 선거(EBIM)를 시작하였다.
시에라리온 진보독립운동(SLPIM)과의 동맹과 더불어 SLPP와 함께 북부 및 동부 민족 집단의 환멸을 성공적으로 이용한 후, 그는 1960년 3월 20일 결성된 이후 APC의 제8차 회원 중 하나였다.

## 은퇴 및 사망
스티븐스는 1985년 11월 28일 자신의 임기가 끝나면서 공직에서 은퇴했다. 다른 모든 후계자들에게 물러날 것을 압력을 가한 후, 조지프 사이두 모모 소장이 공화국의 새 대통령으로 취임했다. 1988년 5월 29일 프리타운에서 사망하였다.
부분적으로 스티븐스의 지나친 권위주의 때문에, 시에라리온의 현행 헌법은 대통령이 연임하지 않더라도 5년 임기를 두 번으로 제한하고 있다.